# 銀行控股公司
銀行控股公司（英語：bank holding company），又稱為金融控股公司（英語：finance holding company；簡稱「金控」、「FHC」），係透過成立一間控股公司的間接方式來進行金融業跨業整合。金融控股公司未必直接從事金融業務或其他商業，但它可投資控股的範圍則包括了銀行業、票券業、信用卡業、信託業、保險業、證券業、期貨業、創投業、外國金融機構等。整合後可透過交叉行銷，在同一個行銷通路上販賣保險、證券、債券、信用卡等各種金融商品以產生綜效的組織型態。
金控的各個關係企業間可藉此緊密連結後，突破以往金融分業的藩籬，透過金融控股公司的交叉行銷（Cross-Selling），在同一個行銷通路上販賣保險、證券、債券、信用卡等各種金融商品，並藉此提升各個金控子公司對客戶效率化的服務，進而降低營運費用成本，提高競爭力，以提供「一次購足、一站到底」的全方位金融服務。

## 历史

### 美國
在經濟大恐慌後，美國銀行間所建立禁止銀行跨業的銀行業防火牆機制（分業機制），在歐系的綜合銀行強力競爭之下欠缺競爭力，故在金融業百貨公司化的市場要求下，二十世紀八十年代在美國出現以銀行控股公司經營不同金融行業。

### 中華民國（台灣）
中華民國立法院於2001年通過《金融控股公司法》，此後臺灣各家金融控股公司陸續成立，成為今日臺灣金融產業的骨幹。
截至2022年底，臺灣有15家金融控股公司，其中5家具有公營背景。民營金控中，鹿港辜家經營的中信金控及凱基金控、吳火獅家族的經營台新金控及新光金控、蔡福安家族經營的國泰金控及富邦金控，被合稱為「辜辜吳吳蔡蔡」直到2025年7月24日台新新光合併為止。

## 問題
如何藉由財務面的分析找出彼此的優勢而能夠彼此互補，再者就是合併成為金控後落實原先預期的相關計畫，使金控的綜效發揮到極致，成為名副其實的「金控」，這才是金控組成後的重要工作，否則，一切為合併而合併，並沒有事先做過審慎評估，而盲目改制，一旦掛牌上市後，投資人很快就會從股價加以反應。